# Relations entre Sainte-Lucie et Taïwan
Les relations entre Sainte-Lucie et Taïwan désignent les relations internationales s'exerçant entre, d'une part, Sainte-Lucie, et de l'autre, la république de Chine.
Chacun des deux États est représenté diplomatiquement par une ambassade auprès de l'autre.

## Relations diplomatiques
Sainte-Lucie et la république de Chine entretiennent des relations diplomatiques à partir de mai 1984, interrompues entre juin 1997 et avril 2007.